# DE-6
DE-6 – dwusuwowy silnik przyczepny do łodzi. Produkowany w Zakładach Metalowych Dęba im. Tomasza Dombali. 
Silnik jednocylindrowy bardzo prosty w budowie, naprawie i eksploatacji. Dość duże ciśnienie sprężania powoduje ciężki rozruch, a zarazem częste zerwanie linki rozruchowej (tzw. "szarpanki"). Silnik posiada wyjście z cewki niskiego napięcia 12 V.
- moc: 9.5 KM
- obr. max 6000
- rok 1968